# Palepoli
Palepoli è il terzo album degli Osanna, pubblicato dalla Fonit Cetra nel 1973.

## Tracce[1]
Testi, musica ed arrangiamenti degli Osanna, 
Lato A
1. Oro Caldo – 18:32
2. Stanza città – 1:46

Lato B
1. Animale senza respiro – 21:36

## Musicisti[3]
- Danilo Rustici - chitarre elettriche, acustiche, a dodici corde e steel, organo, cori
- Elio D'Anna - sassofoni (soprano e baritono), sassofoni elettrici (tenore e contralto), flauto, ottavino, cori
- Lello Brandi - basso, pedaliera, chitarra
- Lino Vairetti - voce, chitarra a dodici corde, mellotron, sintetizzatore ARP
- Massimo Guarino - batteria, percussioni, vibrafono, campana, cori

Tecnico di registrazione: Plinio Chiesa